# Tô Nhuận Vỹ
Tô Nhuận Vỹ (tên khai sinh là Tô Thế Quảng, sinh năm 1941) là nhà văn Việt Nam, được tặng Giải thưởng Nhà nước về Văn học Nghệ thuật năm 2012. Tác phẩm nổi tiếng nhất của ông là bộ tiểu thuyết 3 tập "Dòng sông phẳng lặng" đã được dựng thành phim truyền hình cùng tên.

## Tiểu sử
Tô Nhuận Vỹ tên khai sinh là Tô Thế Quảng, sinh ngày 25 tháng 8 năm 1941 tại xã Vĩnh Xuân, huyện Phú Vang, tỉnh Thừa Thiên Huế.
Sau khi Hiệp định Giơnevơ ký kết, ông theo ba mẹ ra Bắc, đi học văn hóa ở Trường cấp 3 Chu Văn An, Hà Nội rồi học Khoa Văn - Sử, Trường Đại học Sư phạm Hà Nội. Tốt nghiệp, ông vào Thanh Hóa dạy học tại Trường cấp 3 Hậu Lộc.
Cuối năm 1965, ông trở về quê hương với tư cách phóng viên báo Cờ Giải phóng và sau đó là biên tập viên tạp chí Văn nghệ Trị Thiên - Huế, đồng thời phụ trách một tuyến cơ sở nội thành.
Từ năm 1976 đến năm 1990, ông lần lượt giữ các chức vụ: Uỷ viên Thường vụ, Phó chủ tịch, Chủ tịch Hội Văn nghệ Bình Trị Thiên, Tổng biên tập tạp chí "Sông Hương" (từ tháng 5 năm 1986 đến tháng 8 năm 1989), Uỷ viên Đoàn Chủ tịch Liên hiệp các Hội Văn học Nghệ thuật Việt Nam, đại biểu Hội đồng nhân dân tỉnh Thừa Thiên-Huế (1994-1999). Từ 1998-2002, ông là Giám đốc Sở Ngoại vụ tỉnh Thừa Thiên-Huế, Uỷ viên Ban đối ngoại Hội Nhà văn Việt Nam từ 2001. Ông nghỉ hưu vào tháng 6 năm 2002.
Ông là hội viên Hội Nhà văn từ năm 1976.
Ông là cầu nối quan trọng giữa trung tâm William Joiner Center (Mỹ) với Việt Nam.

## Sự nghiệp
Tô Nhuận Vỹ khởi đầu sự nghiệp văn chương từ tập truyện ngắn "Người sông Hương" ra mắt năm 1970. Nối tiếp sau đó là các tập truyện ngắn: Em bé làng đảo (1971); Làng thức (1973); các tiểu thuyết: Dòng sông phẳng lặng (3 tập, xuất bản năm 1974); Ngoại ô (1982); Phía ấy là chân trời (1988);Vùng sâu (tiểu thuyết, 2012); Bản lĩnh văn hóa (các bài báo và tiểu luận, 2014)... Một số tiểu thuyết của ông đã được chuyển thành phim là Ngoại ô (phim nhựa), Dòng sông phẳng lặng (phim truyền hình).
Tác phẩm đã đưa tên tuổi Tô Nhuận Vỹ nổi tiếng lên văn đàn chính là bộ tiểu thuyết 3 tập "Dòng sông phẳng lặng" của ông viết về cuộc chiến đấu của quân dân Huế trong chiến dịch Tổng tấn công Mậu Thân 1968. Bộ tiểu thuyết này, Tô Nhuận Vỹ viết lúc chưa tới 27 tuổi, khoảng gần 2.000 trang, xuất bản năm 1974, tái bản 6 lần và được Hãng phim truyền hình Việt Nam dựng thành bộ phim cùng tên gồm 15 tập.
Ông đã nhận những giải thưởng văn học: Giải thưởng loại A của UBND tỉnh Bình Trị Thiên cho tiểu thuyết "Ngoại ô". Giải thưởng "Cố đô" hạng A cho tiểu thuyết "Phía ấy là chân trời", Tặng thưởng truyện ngắn hay trong năm 1969 của báo Văn nghệ cho truyện ngắn "Chuyến tuần tra đầu tiên". Tặng thưởng truyện ngắn hay nhất trong 100 số báo Văn nghệ Giải phóng trao trong năm 1976, cho truyện ngắn "Khoảng trời màu xanh".
Năm 2012, ông được tặng Giải thưởng Nhà nước về Văn học Nghệ thuật với các tiểu thuyết: Dòng sông phẳng lặng; Ngoại ô.

## Tác phẩm chính

### Tập truyện ngắn
- Người sông Hương (1970)
- Em bé làng đảo (1971)
- Làng thức (1973)

### Tiểu thuyết
- Dòng sông phẳng lặng (3 tập, 1974)
- Ngoại ô (1982)
- Phía ấy là chân trời (1988)
- Vùng sâu (2012)

### Tiểu luận, báo
- Bản lĩnh văn hóa (2014)

## Vinh danh
- Giải thưởng Nhà nước về Văn học Nghệ thuật năm 2012

### Giải thưởng văn học
- Giải thưởng loại A của Ủy ban Nhân dân tỉnh Bình Trị Thiên
- Giải thưởng "Cố đô" hạng A
- Tặng thưởng truyện ngắn hay trong năm 1969 của báo Văn nghệ
- Tặng thưởng truyện ngắn hay nhất trong 100 số báo Văn nghệ Giải phóng trao trong năm 1976,